# José Truda Palazzo Júnior
José Truda Palazzo Jr. (Porto Alegre, 28 de julho de 1963) foi fundador e principal força motriz durante 27 anos do Projeto Baleia-franca, projeto que completou em 2007 25 anos e tem como objetivo a proteção da espécie Eubalaena australis, a Baleia-franca. Tendo integrado delegações oficiais brasileiras aos tratados internacionais de meio ambiente.  . Além disso, Truda Palazzo tem trabalhado, ao longo dos anos, em várias iniciativas de proteção ao meio ambiente, principalmente áreas protegidas e biodiversidade marinhas, tendo se tornado um respeitado e conhecido ambientalista. Integra o CONAMA - Conselho Nacional do Meio Ambiente pelo Instituto Baleia Jubarte. 

## Carreira
Iniciou sua militância na área ambiental aos 15 anos, em 1978, quando somou-se a ativistas como José Lutzenberger e Augusto Carneiro  na Associação Gaúcha de Proteção ao Ambiente Natural - AGAPAN e começou a atuar na campanha nacional para banir do Brasil a caça à baleia (proibida somente em 1985). Em 1979 conhece o Vice-Almirante Ibsen de Gusmão Câmara, então já um expoente do meio ambientalista brasileiro, e passam a trabalhar juntos pela conservação das baleias e do meio marinho. A luta pela criação de áreas protegidas e a defesa da fauna marinha marcaram a evolução de seu trabalho em defesa da Natureza desde então.

### O projeto Baleia Franca
Em 1981, o Almirante Ibsen encarrega Truda de buscar, no sul do Brasil, evidências do reaparecimento de baleias francas, que se acreditava extintas no País. O grupo de voluntários organizados por Truda redescobre a população reprodutiva de baleias francas em 1982, dano início ao mais antigo projeto brasileiro de conservação de baleias, ao qual Truda dedicou-se até 2009, ano em que uma quadrilha de políticos e empresários locais, com apoio da empresa que administra o porto local, tomou de assalto o Projeto, visando transformá-lo numa entidade "chapa-branca"[carece de fontes?]. Apenas em 2002 o Projeto ganhou um patrocínio significativo, da Petrobrás. Antes disso, o Projeto foi mantido por 19 anos com recursos pessoais da família Truda Palazzo e pequenas doações obtidas de entidades no Brasil e Exterior[carece de fontes?].
Nesse ínterim, Truda, que iniciou três cursos superiores (Biologia, Medicina Veterinária e Direito) mas abandonou-os por impossibilidade de compatibilizar o estudo com o ativismo e as pesquisas de campo fundamentais para o baleia-franca, dedicou-se à defesa dos ambientes marinhos e costeiros do Brasil com um sucesso raro. Em 1983, obtém da então Secretaria Especial do Meio Ambiente a criação da Reserva Ecológica (hoje Refúgio de Vida Silvestre) Ilha dos Lobos, no RS, para proteger a única colônia de leões-marinhos do Brasil. Torna-se na oportunidade colaborador regular da SEMA, auxiliando na fiscalização da Estação Ecológica do Taim (RS) com um grupo de voluntários credenciados pela Secretaria.

### Criação de áreas de conservação
Em 1985, inicia a luta pela criação do Parque Nacional Marinho de Fernando de Noronha, finalmente decretado em 1988, e que tornar-se-ia Patrimônio Mundial reconhecido pela UNESCO em 2003 com base em relatório no qual Truda contribuiu decisivamente. Em 1989, fixando residência em Florianópolis e já à frente da IWC/BRASIL, auxilia o IBAMA na criação do Centro de Resgate de Fauna de Florianópolis para atender animais silvestres apreendidos e Em 1992 logra a decretação da Área de Proteção Ambiental do Anhatomirim, na Baía Norte de Florianópolis, obtendo da Fundação O Boticário os recursos necessários para sua primeira embarcação de fiscalização, sinalização e folheteria educativa. Com uma breve passagem pela Secretaria de Meio Ambiente da Presidência da República em 1991/92, na gestão de Jose Lutzenberger, ajuda a lograr a adesão do Brasil à Convenção para a Conservação de Áreas Úmidas de Importância Internacional (Convenção RAMSAR) e a consolidar a política pró-conservação do Brasil junto à Comissão Internacional da Baleia, na qual havia sido o primeiro observador não-governamental brasileiro a partir de 1984. Em 1999 coordena a proposta de criação da Área de Proteção Ambiental da Baleia Franca, decretada em setembro de 2000.

### CIB (Comissão Internacional da Baleia)
Em 1997, Truda torna-se membro regular da delegação oficial do Brasil à Comissão Internacional da Baleia (CIB), tendo ocupado as posições de Chefe da Delegação Científica e Vice-Chefe da Delegação Plenária àquele organismo multilateral, esta até agosto de 2009, quando foi removido de sua função oficial como retaliação política a sua campanha contra a desastrosa política ambiental do (des)governo Lulla. Coordenou também para o governo brasileiro a redação da proposta do Santuário de Baleias do Atlântico Sul, ora em exame na CIB, e de criação do Santuário Nacional de Baleias e Golfinhos, decretado em 2008. Representou diversas ONGs na CIB, como AGAPAN, Pangea - Associação Ambientalista Internacional, e Instituto Baleia Jubarte. Continua comparecendo às reuniões da CIB. 
Truda foi ainda  membro do Grupo de Trabalho Especial de Mamíferos Aquáticos do IBAMA desde sua criação, em 1994.

## Divers for Sharks
Em 2010, Truda junta-se ao empresário e mergulhador Paulo Guilherme "Pinguim" para fundar o projeto Divers for Sharks - Mergulhadores pelos Tubarões visando mobilizar a comunidade internacional do Mergulho pela conservação desses animais essenciais ao equilíbrio ecológico dos oceanos e hoje muito ameaçados pela pesca predatória. A campanha hoje conta com mais de 150.000 apoiadores em 85 países e obteve vitórias significativas na restrição à pesca de tubarões no Brasil e contra o tráfico internacional de suas barbatanas para a famigerada "sopa de barbatana" na China e outros países asiáticos.

## Instituto Augusto Carneiro
Em 2011 ambientalistas veteranos do sul do Brasil unem-se para criar uma instituição capaz de dar seguimento à obra de Augusto César Cunha Carneiro, um dos maiores ativistas ambientais do país (falecido em 2014 - veja artigo na lista abaixo, Um Carneiro no País das Ovelhas). Truda tornou-se Vice-Presidente do Instituto Augusto Carneiro e principal responsável pela projeção internacional de sua atuação, em reuniões de tratados de relevância ambiental e em programas de colaboração com outras instituições em países como Argentina, Chile, Uruguai, Austrália e Federação dos Estados da Micronésia, onde atua junto ao Manta Ray Bay Resort - Yap Divers para promover o Mergulho recreativo como ferramenta de conservação das raias-manta residentes e do ambiente marinho.  
Em 2015 Truda Palazzo coordenou a cooperação entre o Instituto e os voluntários de uma nova ONG no Rio Grande do Sul que ajudou a fundar, o Instituto Oceano Vivo, para desenvolver o monitoramento e a promoção do turismo de observação de baleias na costa gaúcha. Em 2018, participou junto com a dra. Sylvia Earle de iniciativa junto ao Presidente Temer o Ministro Sarney Filho para a criação de grandes Áreas Protegidas oceânicas no Brasil. 

### Livros Publicados
Truda Palazzo é um escritor prolífico, agregando a seus inúmeros artigos científicos e de divulgação uma série de livros sobre conservação da Natureza; são os seguintes em ordem cronológica (vide os links para download gratuito ou aquisição):
- A Caça de Baleias no Brasil (Ed. AGAPAN, 1983, em co-autoria com L.A. Carter)
- Manual de Reflorestamento do Estado de Rio Grande do Sul (Ed. da Assembléia Legislativa do Rio Grande do Sul, 1984, em co-autoria com Maria do Carmo Both)
- Guia dos Mamíferos Marinhos do Brasil (Ed. SAGRA, 1988, em co-autoria com Maria do Carmo Both, o primeiro guia sobre esses animais publicado no Brasil)
- SOS Baleia (Ed. Sulina, 1989,m em co-autoria com Miriam Palazzo)
- A Natureza no Jardim: Um Guia Prático de Jardinagem Ecológica e Recuperação de Áreas Degradadas (Ed. SAGRA, 1988, em co-autoria com Maria do Carmo Both, atualmente em sua quinta edição)
- Flora Ornamental Brasileira: Um Guia para o Paisagismo Ecológico (Ed. SAGRA, 1989, em co-autoria com Maria do Carmo Both)
- Mamíferos Marinhos do Sul do Brasil (Ed. Mares do Sul, 1996, em co-autoria com Marcelo Ruschel e P.A.C. Flores)
- Santuário de Baleias no Sul do Brasil (Ed. Letras Brasileiras, 2001, em co-autoria com Marcelo Ruschel e P.A.C. Flores)
- Atlântico Sul: um Santuário de Baleias (Ed. Fundação mamíferos Aquáticos/IBAMA, 2006)
- Projeto Baleia Franca: 25 Anos de Pesquisa e Conservação (Ed. IWC/Brasil, 2007)
- SOS Baleias (Ed. Armazém Digital, 2011, edição revisada e atualizada da obra de 1989)
- Naufrágios e Mergulhos: Fernando de Noronha, Recife e Maceió (Ed. CulturaSub, 2011, em co-autoria com Fernando Clark)
- Conservação da Natureza: E Eu Com Isso? (Ed. REMA/Fundação Brasil Cidadão, organizador e co-autor), 2012.
- Abrolhos. (Ed. CulturaSub, com vários co-autores), 2014.
- Amazônia: Paraíso das Águas (Ed. Cultura Sustentável, em co-autoria com Fernando Clark), 2016.

### Reconhecimento pelas Ações de Conservação
Por sua atuação em defesa da Natureza, Truda recebeu o reconhecimento de diversas instâncias. Em 1984 recebe o WhaleSaver Certificate da Connecticut Cetacean Society, EUA; em 1985 o Diploma de Mérito Cívico concedido pela Liga da Defesa Nacional; em 1986, o título de Protetor do Verde Público outorgado pela Prefeitura Municipal de Porto Alegre; em 1988, o Prêmio Pieter Oyens do WWF, o título de Cidadão Honorário de Fernando de Noronha e a Medalha do Cinquentenário dos Parques Nacionais Brasileiros. Em 2001 recebe o título de Cidadão Honorário de Imbituba, sede do Projeto Baleia Franca. Em 2002 é convidado pela Fundação Avina, instituição que apóia lideranças sociais e ambientais na América Latina, a integrar seu rol de líderes-parceiros. Em 2005, após auxiliar na constituição do Conselho Gestor da APA da Baleia Franca, é unanimemente eleito como Conselheiro Honorário no mesmo. Em 2014, é nomeado Embaixador Cultural e Ambiental de Yap, na Federação da Micronésia, pelo Manta Ray Bay Resort/Yap Divers, com quem colabora na conservação das raias-manta e da inestimável riqueza de vida daquela região. Em 2019 recebe o Prêmio Nacional de Conservação Marinha do Aquário do Rio de Janeiro, juntamente com o fundador do Projeto TAMAR, Guy Marcovaldi. Atualmente, serve ainda como membro do Grupo de Especialistas em Áreas Protegidas e Turismo da IUCN - União Mundial para a Conservação, bem como da sua Força-tarefa de Mamíferos Marinhos e Áreas Protegidas.
A expulsão de Truda, inclusive com violência física contra sua família, do Projeto Baleia Franca, que passou a ser administrado por empresários e políticos sem qualquer compromisso com a conservação, recebeu ampla cobertura da mídia nacional e repúdio amplo no meio ambientalista brasileiro (vide p. ex. http://www.ecodebate.com.br/2009/08/08/um-encrenqueiro-a-menos-no-front-ambiental-artigo-de-marcos-sa-correa/). Mesmo assim, Truda continua sua atuação - classificada elogiosamente de "encrenqueira" pelo grande jornalista ambiental Marcos Sá Corrêa - na defesa intransigente da Natureza.
Para homenagear a vida dedicada à proteção das baleias e à preservação do meio ambiente, o International Fund for Animal Welfare (IFAW) concedeu a Truda, como é mais conhecido, o prêmio Animal Action Award, durante uma cerimônia realizada ontem (17/10/2023), em Londres — (Conexão Planeta e AgirAzul.com)

## ENTREVISTAS
Em 2006, entrevistado pelo Museu da Pessoa, em uma entrevista intitulada “Salvando baleias”, José Truda Palazzo Júnior falou sobre vários assuntos, como as memórias da adolescência; o interesse pela leitura e ambientalismo; a evolução e as dificuldades enfrentadas na luta pela defesa das baleias. Durante a entrevista, Truda afirmou "no fundo, o que faz a diferença na conservação da natureza é a iniciativa individual. Se você juntar duas ou três pessoas que tiverem uma boa estratégia, você move o mundo.”

## Vídeos
- Entrevista a Mario Mantovani para a TV Frente Parlamentar Ambientalista
- Entrevista ao programa de TV FIscais da Natureza sobre Mergulho e Conservação
- José Truda e Paulo Guilherme "Pinguim" falam sobre a CoP12 da Conferência sobre Diversidade Biológica - 2014
- Entrevista de José Truda à Oceania TV, Palau - 2015.
- José Truda entrevista Guilherme Dutra, Diretor da Conservation International Brasil, no Congresso Brasileiro de Unidades de Conservação - 2015
- José Truda entrevista Henrique Horn Ilha, Chefe da Estação Ecológica do Taim, no Congresso Brasileiro de Unidades de Conservação - 2015
- José Truda entrevista João Lara Mesquita, Editor do Blog Mar Sem Fim, no Congresso Brasileiro de Unidades de Conservação - 2015
- Palestra de José Truda na abertura do evento de lançamento da campanha pelo Santuário de Baleias do Atlântico Sul -12 de agosto de 2016

## Artigos de José Truda disponíveis na Web
- The Brazilian Right Whale Project - 1987
- ECO-92: Esperança ou Engodo? - 1992
- 1992: Retrocesso, Farsa e Covardia - 12/1992
- [ligação inativa] A Tragédia da Mata Atlântica (co-autoria de Augusto Carneiro) - 1993
- Parques, Reservas e a Farsa do Bom Selvagem - 12/1993
- Brasil se Prostitui por Mogno na CITES - 01/1995
- Carta Aberta a um Sarney Ambientalista - 20/01/1999
- Whose Whales? Developing Countries and the Right to Use Whales through Non-Lethal Means - 1999
- [ligação inativa] O Jardim da Subversão - 04/10/2004
- [ligação inativa] Dilma e as Árvores - 04/11/2004
- Bombardeando a Natureza - 16/12/2005
- [ligação inativa] Áreas ou Prefeitos de Risco? 27/01/2006
- [ligação inativa] Hora de Aacabar com o Mensalão dos Oceanos - 24/05/2006
- [ligação inativa] Desgraçados e Fantasiados - 08/06/2006
- [ligação inativa] A Usina dos Assassinos - 04/08/2006
- [ligação inativa] Abaixo a Invasão dos Latifúndios! 27/10/2006
- [ligação inativa] Qué Ecoturismo me Hablas? - 17/12/2006
- Conservação da Biodiversidade no Brasil: Desafios para a Sociedade - 2007
- Conservação Marinha no Brasil: Desafios e Oportunidades - 2007
- El Área de Proteccion Ambiental de la Ballena Franca, Brasil - 09/2007
- Políticas, Políticos e o Atraso do Brasil: Energia - 25/08/2009
- O Silêncio dos Indecentes (Parte I) - 03/08/2009
- O Silêncio dos Indecentes (parte II) - 10/08/2009
- A Gritaria dos Indecentes - 24/08/2009
- [ligação inativa] Atraso do Brasil: Cidades Insustentáveis - 21/09/2009
- Dilma, a Bruxa do Clima, ou: Donde Fica as Mardiva? - 30/10/2009
- A Villa, o Verde e a Vida - 2010
- Passeio em Copenhague, ou a Olim-piada dos Insensatos - 07/11/2009
- Comissão do Atum Não Vale um Pum - 18/11/2009
- Parques e Reservas: Visitação Não, Depredação Sim - 04/12/2009
- Minc-gana que Eu Gosto - 29/12/2009
- Copenhague a Angra? os Assassinatos do Des-Governo - 04/01/2010
- O Ataque dos Bananeiros Armamentistas - 17/03/2010
- A Canoas do PT na Contramão da HIstória - 29/03/2010
- O Burro e a Perereca - 05/04/2010
- Lullismo Internacional, um Desastre Ambiental - 05/05/2010
- Estupro à Luz do Dia - 08/08/2010
- Queima Brasil: LuLLa e Dilma no Pulmão - 19/09/2010
- A Natureza Não Aguenta Mais Neutralidade - 27/10/2010
- Consumismo, Ambientalismo e a Eleição - 10/11/2010
- Tubarões no Limite - 08/12/2010
- Sobre Prostituição e Peixes - 26/02/2011
- O Mato e Os Veados - 08/07/2011
- [ligação inativa] Baleias: Mais Perto da Proteção Total - 05/08/2011
- Gabriel, o Bispo e os Tubarões - 07/01/2013
- Crime Continuado e Silencioso contra a Biosfera (co-autorando Millos Stringuini) - 11/02/2011
- - Um Zoológico Disputado por Dois Bandos de Burros - 18/02/2011
- Em Liquidação: Tubarões, Elefantes e Ursos - 04/03/2013
- Segredos Públicos e o "Politicamente Correto" a Favor do Extermínio - 06/03/2013
- A Semana em que Rousseau Matou o Urso - 08/03/2013
- Tartarugas na Lixeira e Elefantes nas Montanhas - 11/03/2013
- Supostos Parceiros Jogam Bola nas Costas do Brasil - 13/03/2013
- Tubarões: Uma Conquista Árdua e Frágil na CITES - 12/03/2013
- As Baleias do Vigário, ou: Como Por no Lixo um Santuário - 27/08/2014
- Um Carneiro no País das Ovelhas - 10/04/2014
- YAP - Mergulhando no Paraíso das Mantas - 26/05/2014
- O Futuro das Baleias e o Teatro do Absurdo - 15/09/2014
- União Europeia e os EUA Endossam Assassinos de Baleias - 22/09/2014
- Brasília, Olhe para o Mar e o Proteja da Degradação - 29/09/2014
- Uma Convenção, Muita Conversação e Pouca Biodiversidade (o título está errado na página web) - 22/10/2014
- Ilhas do Pacífico: Esperança para a Biodiversidade Marinha - 12/01/2015
- Ministério da (Sobre)Pesca e do Sumiço das Estatísticas - 31/03/2015
- O Solar Impulse, a Mandioca e a Economia do Atraso - 07/07/2015
- Uma Agenda Ambiental para o Desenvolvimento (em co-autoria com João Lara Mesquita) - 18/06/2016
- CITES 2016: Novo Embate entre Traficantes e Conservação - 25/09/2016
- O Genocídio do Supérfluo: Circo dos Horrores no Tráfico de Fauna - 28/09/2016
- CITES is a Conservation Organization, NOT a Trade Organization - 02/10/2016
- [83] Brasil do Mar Vazio (em co-autoria com João Lara Mesquita - 27/10/2017
- [84] Qual o Legado de Um Presidente? (em co-autoria com João Lara Mesquita) - 25/11/2017